# 제임스 스튜어트 (수학자)
제임스 드루리 스튜어트, MSC (영어: James Drewry Stewart, 1941년 3월 29일~2014년 12월 3일)는 캐나다의 수학자, 바이올리니스트이다. 맥마스터 대학교 수학 명예 교수를 지냈으며 고등학교, 대학 및 대학교 수준의 과정에 사용되는 미적분학 교과서 시리즈로 가장 잘 알려져 있다.

## 경력
스튜어트는 1967년 스탠포드 대학교에서 이학석사 학위를, 토론토 대학교에서 박사 학위를 받았다. 이후 런던 대학교에서 박사후 연구원으로 2년 동안 근무했으며, 그곳에서 조화해석학과 함수해석학을 연구했다. 스튜어트의 책은 많은 나라의 대학에서 표준 교과서로 사용되고 있으며, 가장 잘 알려진 교과서 중 하나는 학생들을 위한 웹사이트 와 함께 제공되는 교과서 인 Calculus: Early Transcendentals (1995)이다.
스튜어트는 바이올리니스트이기도 하며, 해밀턴 필하모닉 오케스트라의 전 멤버이기도 했다.

## 사생활과 정치 활동
스튜어트는 동성애자였으며 성소수자 운동에 참여했다. 스튜어트에 관한 영화를 제작 중인 다큐멘터리 감독 조셉 클레멘트에 따르면, 스튜어트는 LGBT 해방 운동이 초창기였던 1970년대 초에 동성애자 인권 운동가 조지 히슬롭을 맥마스터에 초청해 연설시키고 시위와 데모에 참여했다.

## 사망
2013년 여름, 스튜어트는 혈액암인 다발성 골수종 진단을 받았으며, 2014년 12월 3일 73세의 나이로 사망했다.

## 명예
2015년에 그는 사후에 캐나다 공로십자훈장을 수여받았다.

## 추가 문헌
- Peterson, Ivars (August–September 2009). “James Stewart and the House That Calculus Built” (PDF). 《MAA Focus》 29 (4): 4–6. ISSN 0731-2040. 2015년 10월 14일에 원본 문서 (PDF)에서 보존된 문서. 2009년 7월 27일에 확인함. Article about Stewart's "Integral House".